# Попешть (комуна, Арджеш)
Попешть, Попешті (рум. Popești) — комуна у повіті Арджеш в Румунії. До складу комуни входять такі села (дані про населення за 2002 рік):
- Паланга (342 особи)
- Попешть (505 осіб) — адміністративний центр комуни
- Пуркерень (893 особи)
- Слобозія (921 особа)

Комуна розташована на відстані 79 км на захід від Бухареста, 50 км на південь від Пітешть, 103 км на схід від Крайови, 140 км на південь від Брашова.

## Населення
За даними перепису населення 2002 року у комуні проживали 4165 осіб, усі — румуни. Усі жителі комуни рідною мовою назвали румунську.
Склад населення комуни за віросповіданням:
| Релігія        | Кількість осіб | Відсоток |
| -------------- | -------------- | -------- |
| православні    | 4161           | 99,9%    |
| баптисти       | 3              | 0,1%     |
| греко-католики | 1              | < 0,1%   |

## Зовнішні посилання
- Дані про комуну Попешть на сайті Ghidul Primăriilor